# Turn-Weltmeisterschaften 1974
Die 18. Turn-Weltmeisterschaften fanden vom 20.–27. Oktober 1974 in Warna statt.

## Ergebnisse

### Männer

#### Mehrkampf
| Rang | Athlet            | Punkte  |
| ---- | ----------------- | ------- |
| 1.   | Shigeru Kasamatsu | 115.500 |
| 2.   | Nikolai Andrianow | 115.375 |
| 3.   | Eizō Kenmotsu     | 114.750 |
| ...  |                   |         |
| 7.   | Wolfgang Thüne    | 114.000 |

#### Mannschaft
| Rang | Team                            | Punkte  |
| ---- | ------------------------------- | ------- |
| 1.   | Japan                           | 571.400 |
| 2.   | Sowjetunion                     | 567.350 |
| 3.   | Deutsche Demokratische Republik | 562.400 |
| ...  |                                 |         |
| 5.   | BR Deutschland                  | 552.650 |
| 7.   | Schweiz                         | 547.200 |

#### Boden
| Rang | Athlet            | Punkte |
| ---- | ----------------- | ------ |
| 1.   | Shigeru Kasamatsu | 19.375 |
| 2.   | Hiroshi Kajiyama  | 19.325 |
| 3.   | Andrej Keramow    | 19.225 |
| ...  |                   |        |
| 5.   | Rainer Hanschke   | 18.900 |

#### Reck
| Rang | Athlet           | Punkte |
| ---- | ---------------- | ------ |
| 1.   | Eberhard Gienger | 19.500 |
| 2.   | Wolfgang Thüne   | 19.450 |
| 3.   | Eizō Kenmotsu    | 19.275 |
| 3.   | Andrzej Szajna   | 19.275 |
| 5.   | Bernd Jäger      | 19.250 |

#### Barren
| Rang | Athlet               | Punkte |
| ---- | -------------------- | ------ |
| 1.   | Eizō Kenmotsu        | 19.375 |
| 2.   | Nikolai Andrianow    | 19.325 |
| 3.   | Wladimir Martschenko | 18.850 |
| ...  |                      |        |
| 5.   | Bernd Jäger          | 18.100 |
| 6.   | Wolfgang Thüne       | 17.625 |

#### Pauschenpferd
| Rang | Athlet            | Punkte |
| ---- | ----------------- | ------ |
| 1.   | Zoltán Magyar     | 19.575 |
| 2.   | Nikolai Andrianow | 19.375 |
| 3.   | Eizō Kenmotsu     | 19.225 |
| ...  |                   |        |
| 6.   | Wolfgang Thüne    | 18.500 |

#### Ringe
| Rang | Athlet            | Punkte |
| ---- | ----------------- | ------ |
| 1.   | Dan Grecu         | 19.525 |
| 1.   | Nikolai Andrianow | 19.525 |
| 3.   | Andrzej Szajna    | 19.225 |
| ...  |                   |        |
| 6.   | Wolfgang Thüne    | 18.925 |

#### Sprung
| Rang | Athlet            | Punkte |
| ---- | ----------------- | ------ |
| 1.   | Shigeru Kasamatsu | 19.325 |
| 2.   | Nikolai Andrianow | 19.250 |
| 3.   | Hiroshi Kajiyama  | 19.225 |

### Frauen

#### Mehrkampf
| Rang | Athletin                | Punkte |
| ---- | ----------------------- | ------ |
| 1.   | Ljudmila Turischtschewa | 78.450 |
| 2.   | Olga Korbut             | 77.650 |
| 3.   | Angelika Hellmann       | 76.875 |
| 4.   | Elvira Saadi            | 76.425 |
| 5.   | Russudan Sicharulidse   | 76.400 |
| 6.   | Annelore Zinke          | 76.325 |
| 7.   | Nina Dronowa            | 76.125 |
| 8.   | Alina Goreac            | 75.925 |

#### Mannschaft
| Rang | Team                            | Turnerinnen                                                                                   | Punkte  |
| ---- | ------------------------------- | --------------------------------------------------------------------------------------------- | ------- |
| 1.   | Sowjetunion                     | Ljudmila Turischtschewa Olga Korbut Elvira Saadi Russudan Sicharulidse Nina Dronowa Nelli Kim | 384.150 |
| 2.   | Deutsche Demokratische Republik | Angelika Hellmann Annelore Zinke Richarda Schmeißer Bärbel Röhrich Heike Gerisch Irene Abel   | 376.550 |
| 3.   | Ungarn                          | Mónika Császár Krisztina Medveczky Zsuzsa Nagy Márta Egervári Zsuzsa Matulai Ágnes Bánfai     | 370.600 |
| 4.   | Rumänien                        | Alina Goreac Anca Grigoraș Elena Ceampelea Paula Ioan Aurelia Dobre Rodica Sabău              | 369.30  |
| ...  |                                 |                                                                                               |         |
| 8.   | BR Deutschland                  |                                                                                               | 361.000 |
| 15.  | Schweiz                         |                                                                                               | 343.050 |

#### Balken
| Rang | Athletin                | Punkte |
| ---- | ----------------------- | ------ |
| 1.   | Ljudmila Turischtschewa | 19.725 |
| 2.   | Olga Korbut             | 19.525 |
| 3.   | Nelli Kim               | 19.200 |
| 4.   | Nina Dronowa            | 19.100 |
| 5.   | Alina Goreac            | 18.900 |
| 6.   | Angelika Hellmann       | 18.625 |

#### Boden
| Rang | Athletin                | Punkte |
| ---- | ----------------------- | ------ |
| 1.   | Ljudmila Turischtschewa | 19.775 |
| 2.   | Olga Korbut             | 19.600 |
| 3.   | Elwira Saadi            | 19.550 |
| 3.   | Rusudan Siharulidze     | 19.550 |
| 5.   | Nina Dronowa            | 19.275 |
| 6.   | Angelika Hellmann       | 19.200 |

#### Stufenbarren
| Rang | Athletin                | Punkte |
| ---- | ----------------------- | ------ |
| 1.   | Annelore Zinke          | 19.650 |
| 2.   | Olga Korbut             | 19.575 |
| 3.   | Ljudmila Turischtschewa | 19.500 |
| 4.   | Angelika Hellmann       | 19.350 |
| 5.   | Richarda Schmeisser     | 19.250 |
| 6.   | Krisztina Medveczky     | 19.050 |

#### Sprung
| Rang | Athletin                | Punkte |
| ---- | ----------------------- | ------ |
| 1.   | Olga Korbut             | 19.650 |
| 2.   | Ljudmila Turischtschewa | 19.575 |
| 3.   | Bozena Perdykulova      | 19.500 |
| 4.   | Alina Goreac            | 18.900 |
| 5.   | Angelika Hellmann       | 18.850 |
| 6.   | Russudan Sicharulidse   | 17.900 |

## Medaillenspiegel
| Rang | Land                            |   |    |   | total |
| ---- | ------------------------------- | - | -- | - | ----- |
| 1    | Sowjetunion                     | 6 | 10 | 5 | 21    |
| 2    | Japan                           | 5 | 1  | 4 | 10    |
| 3    | Deutsche Demokratische Republik | 1 | 2  | 2 | 5     |
| 4    | Ungarn                          | 1 | -  | 1 | 2     |
| 5    | Rumänien                        | 1 | -  | - | 1     |
| 5    | BR Deutschland                  | 1 | -  | - | 1     |
| 7    | Polen                           | - | -  | 2 | 2     |
| 8    | Bulgarien                       | - | -  | 1 | 1     |
| 8    | Tschechoslowakei                | - | -  | 1 | 1     |